# جایزه پیکاسو
جایزه پیکاسو یا نشان پیکاسو (به انگلیسی: UNESCO Picasso Gold Medal)، جایزه‌ای است که هر پنج سال یک‌بار از سوی سازمان یونسکو به هنرمندی که برای شناساندن فرهنگ و هنر کشورش می‌کوشد، اهدا می‌شود.
محمدرضا شجریان خواننده ایرانی، در سال ۱۳۷۸ این جایزه را دریافت کرد.